# Черните вълци (сериал)
Черните вълци (на руски: Чёрные волки) е руски телевизионен сериал от 2011 година на режисьора Димитър Константинов". За основа на сценария е взета история за несъществуваща военна част, която ръководи от полковник Павленко. Бандата на „Черните вълци“ и Павел Хромов са били измислени, автор на сценария.

## Сюжет
Действието се развива в град Ярославъл през 1954 година. Главният герой е бивш служител на УГРО Павел Хромов, осъден на осем години, след освобождението си той научава, че сестра му е убита от мистериозната организирана престъпна група „Черните вълци“. На мястото на престъплението бандитите напускат водача си. Хромов трябва да намери и обезвреди бандата и да си възвърне чистото име на капитан на полицията.

## „Черните вълци“ в България
Черните вълци започва излъчване в България на 31 октомври 2016 г. по Bulgaria On Air и свършва на 9 ноември 2016 г.
|  | Тази страница частично или изцяло представлява превод на страницата „Чёрные волки“ в Уикипедия на руски. Оригиналният текст, както и този превод, са защитени от Лиценза „Криейтив Комънс – Признание – Споделяне на споделеното“, а за съдържание, създадено преди юни 2009 година – от Лиценза за свободна документация на ГНУ. Прегледайте историята на редакциите на оригиналната страница, както и на преводната страница, за да видите списъка на съавторите. ВАЖНО: Този шаблон се отнася единствено до авторските права върху съдържанието на статията. Добавянето му не отменя изискването да се посочват конкретни източници на твърденията, които да бъдат благонадеждни. |